# Szati (buddhizmus)
A szati (páli; szanszkrit: smṛti) buddhista fogalom jelentése, amelynek jelentése tudatosság. A kifejezés az egyik spirituális vagy pszichológiai képességre vonatkozik (indrija), amely egyben a buddhista gyakorlatok fontos részét képezi. A hét megvilágosodási tényező közül az egyik. A „megfelelő tudatosság” vagy „helyes tudatosság” (páli: szammá-szati, szanszkrit: szamjak-smṛti) a nemes nyolcrétű ösvény hetedik eleme.

## Meghatározása
Az egyik fontos théraváda Abhidharma szövegmagyarázat, az Abhidhammattha Szangaha a „szati” következő meghatározását tartalmazza:
|  | „A szati kifejezés a szótövének jelentése „emlékezni”, azonban mentális tényezőként azt jelenti „tudatjelenlét” vagy a „jelenlétre való figyelés”, nem pedig a múltra való emlékezés képessége. A nem megingás jellemzi, például nem sodródni el a koncentráció tárgytól. Szerepe a zavartság hiányának elérése, amely megegyezik a nem-feledékenységgel. Ez a tudat gondnokként vagy gyámként viselkedik, amely létrehozza az objektív látásmódot. Közvetlen oka az erős megfigyelés (thiraszannyá) vagy a tudatosság négy alapja.” |
|  | |

A mahájána egyik fontos szövege, az Abhidharma-szamuccsaja a következőképpen határozza meg a smṛti fogalmát:
|  | „Mi a smṛti? Nem engedni, hogy a tudat elábrándozzon. A szerepe az, hogy megakadályozza, hogy a koncentrációt bármi megzavarhassa.” |
|  | |

A tudatosság nem csupán a „jelen történések pillanatról pillanatra történő tudatosságát” jelenti, hanem egyben figyelemmel lenni a jövőbeli következményekre is. Valójában „a szanszkrit [smrti] (és az annak megfelelő páli szati) elsődleges értelme felhalmozás vagy felidézés”.

## A gyakorlat
A tudatosság, amely többek között a dolgok (főleg a jelen pillanatra vonatkozóan) valóságának figyelmes ébersége, a „tévedés” vagy „tévelygés” ellentéte (páli: moha) és a nirvána eléréséhez szükséges öt erősség közül az egyik (páli: bala). A tudatosság képessége erőt jelent, amennyiben tiszta megértéssel párosul. A nirvána tudatállapotában a kapzsiság, a gyűlölet és a tévelygés nincs már jelen.

### Ánápánaszati
Az ánápánaszati (páli; szanszkrit: ánápánasmṛti; kínai: 安那般那; pinjin: ānnàbānnà; szingaléz: ආනා පානා සති) jelentése „tudatos légzés” (a „szati” jelentése tudatosság; az „ánápána” jelentése légzés), amely egy buddhista meditációs technika, amely népszerűnek számít a tibeti, a zen, a tientaj és a théraváda buddhizmusban, valamint a nyugati tudatosság programokban (pszichológia). Az ánápánaszati meditációban a gyakorlat a lélegzet közbeni mozgás okozta tapasztalások figyelése a tudatosság kialakítása céljából. A hagyomány szerint az ánápánaszati technikát Buddha tanította a különböző szútrákban (páli: szutta), például az Ánápánaszati-szuttában (MN 118).

### Szatipatthána
Buddha a tanítványai számára a tudatosság (szatipatthána) kialakítását tanácsolta a mindennapi életben, illetve a test, az érzések, a tudat és a dharma nyugodt éberségének fenntartására ösztökélte őket. A tudatosság gyakorlata támogatja azt az elemzést, amely a bölcsesség fellépéséből (páli: pannyá, szanszkrit: pradzsnyá) fakad. Buddha tanításának az újszerűségét az jelentette, hogy ötvözte a meditációs stabilizációt és a megszabadító belátást.

### Vipasszaná
A vipasszaná (páli) kifejezést általában a vipasszaná meditációra használják, amelyben a szatipatthána, a tudatosság négy alapját vagy az ánápánaszatit (a légzés tudatossága) arra használják, hogy bepillantást nyerjenek a dolgok állandótlan természetébe. A vipasszaná a buddhista hagyományban „belátást” jelent a valóság igaz természetébe.
A théraváda értelmezés szerint ez a létezés három jellemzője (állandótlanság, a szenvedés és az  éntelenség). A mahájána értelmezésben a belátás az ürességre, a dharmatára (két igazság tana) vonatkozik.
A vipasszaná a két fő buddhista ösvény közül az egyik (a másik a szamatha (páli; szanszkrit: samatha). Bár mindkét fogalom szerepel a Szutta-pitakában, Gombrich és Brooks szerint a kettő megkülönböztetése a Szutta-pitaka körai értelmezéséből ered, nem pedig magából a szuttából. A különböző hagyományokban nem értenek egyet abban, hogy melyik gyakorlat hova tartozik. A mai théraváda ortodoxia szerint a szamatha a vipasszaná előkészítő gyakorlatának számít.
A vipasszaná meditációt a vipasszaná mozgalom tette népszerűvé a Nyugat számára, amelyben a Szatipatthána-szutta kapta a legfontosabb szerepet.

### Szampadzsannya,apramádaésatappa
A buddhista gyakorlatban a tudatossághoz tartozik még a szampadzsannya (tiszta megértés) és az apramáda (éberség). Mindhárom fogalom tudatosságot jelent, azonban ezen belül mindhárom meghatározott jelentéssel bír.
A Szatipatthána-szuttában a szati és a szampadzsannya kiegészül az atappa (páli; szanszkrit: átapa – „lelkesség”) fogalmával és a három együttesen jelenti, hogy „megfelelő figyelem” (páli: joniszo maniszikara, szanszkrti: jonisasz manaszkára), avagy „bölcs elmélkedés”.
| Magyar             | Páli           | Szanszkrit/Nepáli         | Kínai                     | Tibeti                                                |
| ------------------ | -------------- | ------------------------- | ------------------------- | ----------------------------------------------------- |
| tudatosság/éberség | szati          | smṛiti स्मृति                | 念 (nian)                 | trenpa (wylie: dran pa)                               |
| tiszta megértés    | szampadzsannya | szampradzsnyána संप्रज्ञान    | 正知力 (cseng csi li)     | sheshin (wylie: sesz bzhin)                           |
| éberség            | appamada       | apramáda अप्रमाद            | 不放逸座 (pu fang ji cuo) | bakjö (wylie: bag jod)                                |
| lelkesség          | atappa         | átapaḥ आतप                | 勇猛 (jong meng)          | nyima (wylie: nyi ma)                                 |
| figyelem           | manaszikara    | manaszkára मनस्कारः          | 如理作意 (ru li cuo ji)   | jila dzsejpa (wylie: jid la bjed pa)                  |
| tudatosság alapja  | szatipatthána  | szmṛtjupaszthána स्मृत्युपस्थान | 念住 (nian-csu)           | trenpa nejbar zagpa (wylie: dran pa nye bar gcsag pa) |